# Caloptilia soyella
Caloptilia soyella is een vlinder uit de familie mineermotten (Gracillariidae). De wetenschappelijke naam van deze soort is voor het eerst geldig gepubliceerd in 1904 door van Deventer.
De soort komt voor in tropisch Afrika.